# Pat Crerand
Patrick Timothy Crerand (Glasgow, 19 februari 1939) is een voormalig Schots voetballer. Crerand was een middenvelder.

## Carrière
Crerand maakte in 1958 de overstap van Duntocher Hibernian FC naar Celtic FC. Na vijf jaar bij Celtic trok hij naar Manchester United, waar hij het grootste deel van zijn spelerscarrière doorbracht. Naast twee landstitels won hij in 1968 ook Europacup I met Manchester. Crerand speelde de volledige finale tegen SL Benfica. In 1971 sloot Crerand zijn spelerscarrière af bij het Zuid-Afrikaanse Wits University.